# آنا ريتر
آنا ريتر (بالألمانية: Anna Ritter)‏ (و. 1865 – 1921 م) هي شاعرة، وكاتِبة ألمانية، ولدت في كوبورغ، توفيت في ماربورغ، عن عمر يناهز 56 عاماً.

## روابط خارجية
- آنا ريتتير على موقع ميوزك برينز (الإنجليزية)